# Kapfenberger Sportvereinigung 2010-2011

## Rosa 2010-2011
Aggiornata al 17 luglio 2010
| N. |                      | Ruolo | Calciatore         |
| -- | -------------------- | ----- | ------------------ |
| 1  | Germania (bandiera)  | P     | Raphael Wolf       |
| 2  | Austria (bandiera)   | C     | René Pitter        |
| 4  | Austria (bandiera)   | D     | Dominique Taboga   |
| 5  | Rep. Ceca (bandiera) | D     | Milan Fukal        |
| 6  | Austria (bandiera)   | D     | Thomas Schönberger |
| 7  | Austria (bandiera)   | A     | Herbert Wieger     |
| 8  | Austria (bandiera)   | C     | Christoph Kröpfl   |
| 9  | Serbia (bandiera)    | A     | Srđan Pavlov       |
| 10 | Austria (bandiera)   | A     | David Sencar       |
| 11 | Austria (bandiera)   | A     | Dieter Elsneg      |
| 12 | Austria (bandiera)   | P     | Philipp Gröblinger |
| 13 | Austria (bandiera)   | C     | Stefan Erkinger    |
| 14 | Austria (bandiera)   | C     | Markus Felfernig   |
| 15 | Austria (bandiera)   | D     | Christian Goller   |
| 16 | Austria (bandiera)   | C     | Ibrahim Bingöl     |
| 17 | Austria (bandiera)   | A     | Lukas Stadler      |
| 19 | Croazia (bandiera)   | A     | Deni Alar          |

| N. |                     | Ruolo | Calciatore          |
| -- | ------------------- | ----- | ------------------- |
| 20 | Austria (bandiera)  | C     | Boris Hüttenbrenner |
| 21 | Austria (bandiera)  | A     | Michael Tieber      |
| 22 | Austria (bandiera)  | D     | Andreas Rauscher    |
| 23 | Austria (bandiera)  | C     | Manuel Schmid       |
| 24 | Slovenia (bandiera) | D     | Matej Mavrič        |
| 26 | Austria (bandiera)  | P     | Patrick Kostner     |
| 28 | Austria (bandiera)  | D     | David Otter         |
| 29 | Austria (bandiera)  | A     | Philipp Wendler     |
| 30 | Austria (bandiera)  | C     | Ralph Spirk         |
| 31 | Russia (bandiera)   | D     | Naim Šarifi         |
| 34 | Austria (bandiera)  | C     | Michael Gregoritsch |
| 36 | Slovenia (bandiera) | P     | Filip Gacevski      |
| 37 | Austria (bandiera)  | D     | Manfred Gollner     |
| 38 | Austria (bandiera)  | C     | Mario Grgić         |
| 39 | Austria (bandiera)  | C     | Daniel Penz         |
| -  | Austria (bandiera)  | C     | Robert Gucher       |
| -  | Nigeria (bandiera)  | C     | Haruna Babangida    |

### Staff tecnico
| Allenatore:            | Werner Gregoritsch |
| Allenatore in seconda: | Manfred Unger      |
| Allenatore portieri:   | Franz Sever        |
| Preparatore atletico:  | Stefan Arvay       |